# Giornate cinematografiche di Cartagine
Le Giornate cinematografiche di Cartagine (in francese: Journées cinématographiques de Carthage; in arabo أيام قرطاج السينمائية‎?, ayyām Qarṭāj al-sīnimāiyya) sono un Festival cinematografico che si teneva inizialmente ogni due anni (alternandolo con le Giornate teatrali di Cartagine) a Tunisi (capitale della Tunisia). Dal 2014 il festival è diventato a cadenza annuale e la sede ospitante varia ogni anno tra diverse città della Tunisia.
Lanciata nel 1966 dal ministro della cultura tunisino, Chedli Klibi, questa manifestazione, la prima del genere nel mondo arabo, ha l'obiettivo di mettere in evidenza il cinema africano e del mondo arabo, creare ponti di dialogo tra il Nord e il Sud e proporre un incontro tra cineasti e appassionati del cinema di ogni genere.
Così si espresse allora Klibi:
(Chedli Klibi)
Il programma ufficiale comprende diverse sezioni: la competizione ufficiale e la sezione panoramica che sono aperte ai film arabi e africani, la sezione internazionale aperta ai film recenti e di grande qualità artistica, una sezione omaggio destinata al cinema nazionale o ad un cineasta di fama, oltre ad un atelier dei progetti destinato a favorire lo sviluppo dei progetti di film africani e arabi mediante la concessione di borse alle sceneggiature e una sezione video competitiva.
I premi vengono denominati Tanit (d'oro, di argento e di bronzo) in ricordo della antica divinità femminile cartaginese.

## Premi assegnati

### Prima edizione (4-11 dicembre 1966)
- Tanit d'oro: La Noire de... di Ousmane Sembène (Senegal)
- Tanit d'argento: Le premier cri di Jaromil Jireš (Cecoslovacchia)

### Seconda edizione (13-20 ottobre 1968)
- Tanit d'oro: non assegnata
- Tanit d'argento: Le veilleur de nuit di Khalil Chawki (Iraq)
- Tanit di bronzo: Mokhtar di Sadok Ben Aïcha (Tunisia)

### Terza edizione (11-18 ottobre 1970)
- Tanit d'oro: assegnata a Youssef Chahine in omaggio all'insieme della sua opera ed al suo film Le Choix
- Tanit d'argento: Des hommes au soleil di Nabil Maleh, Marouane El Mouadhen e Mohamed Chahine (Siria)
- Tanit di bronzo: Traces di Hamid Bennani (Marocco), Une si simple histoire di Abdellatif Ben Ammar (Tunisia) e Khelifa le teigneux di Hamouda Ben Halima (Tunisia)

### Quarta edizione (30 settembre-8 ottobre 1972)
- Tanit d'oro: Les Dupes di Tewfiq Saleh (Siria) e Zambizanga di Sarah Maldoror (Repubblica Democratica del Congo)
- Tanit d'argento: Le Charbonnier di Mohamed Bouamari (Algeria)
- Tanit di bronzo: Et demain di Brahim Babaï (Tunisia), Lambaaye di Mahama Johnson Traoré (Senegal) e La Mer cruelle di Khaled Essedik (Kuwait)

### Quinta edizione (26 ottobre-2 novembre 1974)
- Tanit d'oro: Les bicots-nègres vos voisins di Mohammed Abid Hondo (Mauritania) e Kfar Kassem di Borhane Alaouié (Libano - Siria)
- Tanit d'argento: Sejnène di Abdellatif Ben Ammar (Tunisia)
- Tanit di bronzo: non assegnata

### Sesta edizione (14-23 ottobre 1976)
- Tanit d'oro: Les Ambassadeurs di Naceur Ktari (Tunisia - Libia - Francia)
- Tanit d'argento: Muna moto (l'enfant de l'autre) di Jean-Pierre Dikongue-Pipa (Camerun)
- Tanit di bronzo: Nationalité: immigré di Sidney Sokhona (Mauritania)

### Settima edizione (16-26 ottobre 1978)
- Tanit d'oro: Les Aventures d'un héros di Merzak Allouache (Algeria)
- Tanit d'argento: Baara (Le travail) di Souleymane Cissé (Mali)
- Tanit di bronzo: Chafika et Metwalli di Ali Badrakhan (Egitto)

### Ottava edizione (15-23 novembre 1980)
- Tanit d'oro: Aziza di Abdellatif Ben Ammar (Tunisia)
- Tanit d'argento: Ali au pays des mirages di Ahmed Rachedi (Algeria)
- Tanit di bronzo: Fad 'Jal di Safi Faye (Senegal)

### Nona edizione (22-30 ottobre 1982)
- Tanit d'oro: Le vent (Finye) di Souleymane Cissé (Mali)

- Tanit d'argento: Le don de Dieu di Gaston Kaboré (Alto Volta)
- Tanit di bronzo: non assegnata

### Decima edizione (12-21 ottobre 1984)
- Tanit d'oro: Les rêves de la ville di Mohamed Malas (Siria)
- Tanit d'argento: Porté disparu di Mohamed Khan (Egitto)
- Tanit di bronzo: Les coopérants di Arthur Sibita (Camerun)

### Undicesima edizione (14-25 ottobre 1986)
- Tanit d'oro: L'uomo di cenere (Rīḥ as-sadd) di Nouri Bouzid (Tunisia)
- Tanit d'argento: Le moulin de monsieur Fabre di Ahmed Rachedi (Algeria)
- Tanit di bronzo: La leçon des ordures di Cheick Oumar Sissoko (Mali)

### Dodicesima edizione (21-29 ottobre 1988])
- Tanit d'oro: Noce en Galilée di Michel Khleifi (Palestina)
- Tanit d'argento: Zan Boko di Gaston Kaboré (Burkina Faso)
- Tanit di bronzo: Arab di Fadhel Jaïbi e Fadhel Jaziri (Tunisia)

### Tredicesima edizione (26 ottobre-3 novembre 1990)
- Tanit d'oro: Halfaouine, l'enfant des terrasses di Férid Boughedir (Tunisia)
- Tanit d'argento: Louss ou la rose des sables di Mohamed Rachid Benhadj (Algeria)
- Tanit di bronzo: Mortu Nega di Flora Gomes (Guinea-Bissau)

### Quattordicesima edizione (2-10 ottobre 1992)
- Tanit d'oro: La nuit di Mohamed Malas (Siria)
- Tanit d'argento: Samba Traore di Idrissa Ouédraogo (Burkina Faso)
- Tanit di bronzo: Les yeux bleus de Yonta di Flora Gomes (Guinea-Bissau)

### Quindicesima edizione (12-19 novembre 1994)
- Tanit d'oro: Ṣamt al-quṣūr di Moufida Tlatli (Tunisia)
- Tanit d'argento: Bab El Oued City di Merzak Allouache (Algeria)
- Tanit di bronzo: Le ballon d'oro di Cheik Doukouré (Guinea)

### Sedicesima edizione (11-20 ottobre 1996)
- Tanit d'oro: Salut cousin di Merzak Allouache (Algeria)
- Tanit d'argento: Po di Sangui di Flora Gomes (Guinea-Bissau)
- Tanit di bronzo: Haïfa di Rachid Masharawi (Palestina)

### Diciassettesima edizione (23-31 ottobre 1998)
- Tanit d'oro: Vivre au paradis di Bourlem Guerdjou (Algeria)
- Tanit d'argento: La sueur des palmiers di Redwan al-Kashif (Egitto)
- Tanit di bronzo: Faraw, une mère des sables di Abdoulaye Ascofaré (Mali)

### Diciottesima edizione (20-28 ottobre 2000)
- Tanit d'oro: Dolé di Imunga Ivanga (Gabon)
- Tanit d'argento: Les portes fermées di Atef Hetata (Egitto)
- Tanit di bronzo: Sois mon amie di Naceur Ktari (Tunisia)

### Diciannovesima edizione (18-26 ottobre 2002)
- Tanit d'oro: Le prix du pardon di Mansour Sora Wade (Senegal)
- Tanit d'argento: Poupées d'argile di Nouri Bouzid (Tunisia)
- Tanit di bronzo: Hijack stories di Olivier Schmitz (Sudafrica)

### Ventesima edizione (2-9 ottobre 2004)
- Lungometraggi
  - Tanit d'oro: À Casablanca, les anges ne volent pas di Mohamed Asli (Marocco)
  - Tanit d'argento: Lettres d'amour zoulou di Ramadan Suleman (Sudafrica)
  - Tanit di bronzo: Visions chimériques di Waha Erraheb (Siria)
  - Premio migliore interprete maschile: Sami Kaftan in Zaman, l'homme des roseaux di Amer Alwan (Iraq)
  - Premio migliore interprete femminile: Rokhaya Niang in Madame Brouette di Moussa Sène Absa (Senegal)
- Cortometraggi
  - Tanit d'oro: Visa di Brahim Letaief (Tunisia)
  - Tanit d'argento: Mardi 29 février di Gehan El Assr (Egitto)
  - Tanit di bronzo: Le sifflet di As Thiam (Senegal)

### Ventunesima edizione (11-18 novembre 2006)
- Lungometraggi
  - Tanit d'oro: Making off di Nouri Bouzid (Tunisia)
  - Tanit d'argento: Darrat di Mahamat Saleh Haroun (Ciad)
  - Tanit di bronzo: Attente di Rashid Masharaoui (Palestina)
  - Premio migliore interprete maschile: Lotfi Abdelli in Making off di Nouri Bouzid (Tunisia)
  - Premio migliore interprete femminile: Touria Alaoui in Tarfay di Daoud Aoulad Syad (Marocco)
- Cortometraggi
  - Tanit d'oro: Reste tranquille di Sameh Zoabi (Palestina)
  - Tanit d'argento: La Pelote de laine di Fatma Zohra Zamoun (Algeria)
  - Tanit di bronzo: Aujourd'hui 30 novembre di Mohamed Souleiman (Egitto)

### Ventiduesima edizione (25 ottobre - 1º novembre 2008)
- Tanit d'oro: Teza di Hailé Gerima (Etiopia)
- Tanit d'argento: Leïla's Birthday di Rashid Masharaoui (Palestina)
- Tanit di bronzo: Khamsa di Karim Dridi (Tunisia)

### Ventitreesima edizione (23-31 ottobre 2010)
- Tanit d'oro: Microphone di Ahmed Abdallah (Egitto)
- Tanit d'argento: Voyage à Alger di Abdelkrim Bahloul (Algeria)
- Tanit di bronzo: La mosquée di Daoud Aoulad-Syad (Marocco)

### Ventiquattresima edizione (16-24 novembre 2012)
- Tanit d'oro: La Pirogue di Moussa Touré (Senegal)
- Tanit d'argento: Mort à vendre di Faouzi Bensaïdi (Marocco)
- Tanit di bronzo: Sortir au jour di Hela Lotfi (Egitto)

### Venticinquesima edizione (29 novembre - 6 dicembre 2014)
- Lungometraggi
  - Tanit d'oro: Omar di Hany Abu Assad (Palestina)
  - Tanit d'argento: C'est eux les chiens di Hicham Lasri (Marocco)
  - Tanit di bronzo: Before Snowfall di de Hisham Zaman (Iraq)
- Cortometraggi
  - Tanit d'oro: Peau de colle di Kaouther Ben Hania (Tunisia)
  - Tanit d'argento: Madama Esther di Luck Razanajaona (Madagascar)
  - Tanit di bronzo: Les Jours d'avant di Karim Moussaoui (Alegeria)

### Ventiseiesima edizione (21-28 novembre 2015)
- Lungometraggi
  - Tanit d'oro: L'orchestre des aveugles di Mohamed Mouftakir (Marocco)
  - Tanit d'argento: The endless river di Oliver Hermanus (Sudafrica)
  - Tanit di bronzo: A peine j'ouvre les yeux di Leyla Bouzid (Tunisia/Francia/Belgio)
- Cortometraggi
  - Tanit d'oro: Diaspora di Alaeddin Abou Taleb (Tunisia)
  - Tanit d'argento: Terremere di Aliou Sow (Sénégal)
  - Tanit di bronzo: Lmuja di Omar Belkacemi (Algeria)

### Ventisettesima edizione (28 ottobre - 5 novembre 2016)
- Lungometraggi
  - Tanit d'oro: Zaineb n'aime pas la neige di Ben Hania Kaouther (Tunisia)
  - Tanit d'argento: Eshtebak di Mohamed Diab (Egitto)
  - Tanit di bronzo: 3000 nuits di Mai Masri (Palestina)
- Cortometraggi
  - Tanit d'oro: Marabout di Alassane Sy (Senegal)
  - Tanit d'argento: Silence di Chadi Aoun (Libano)
  - Tanit di bronzo: Une place pour moi di Marie Clementine Dusabejambo (Rwanda)

### Ventottesima edizione (4-11 novembre 2017)
- Lungometraggi
  - Tanit d'oro: Combolo de sal e açùcar di Lìcinio Azevedo (Mozambico)
  - Tanit d'argento: Inxeba di John Trengove (Sudafrica)
  - Tanit di bronzo: Volubilis di Faouzi Bensaidi (Marocco)
- Cortometraggi
  - Tanit d'oro: Aya di Moufida Fedhila (Tunisia)
  - Tanit d'argento: Dem dem! di Lopy Pape Bouname, Marc Recchia e Christophe Rolin (Senegal)
  - Tanit di bronzo: Affabilité di Ahmed Nader (Egitto)

### Ventinovesima edizione (3-10 novembre 2018)
- Lungometraggi
  - Tanit d'oro: Fatwa di Mahmoud Ben Mahmoud (Tunisia)
  - Tanit d'argento: Yomeddine di A.B. Shawky (Egitto)
  - Tanit di bronzo: Le voyage inachevé di Joud Said (Siria)
- Cortometraggi
  - Tanit d'oro: Brotherhood di Meryam Joobeur (Tunisia)
  - Tanit d'argento: La Maison de Lalo di Kelley Kali (Bénin)
  - Tanit di bronzo: Le Fleuriste di Chamakh Bouslama (Tunisia)

### Trentesima edizione (26 ottobre - 2 novembre 2019)
- Lungometraggi
  - Tanit d'oro: Noura reve di Hinde Boujemaa (Tunisia)
  - Tanit d'argento: Atlantique di Mati Diop (Senegal)
  - Tanit di bronzo: Scales di Shahad Ameen (Arabia Saudita)
- Cortometraggi
  - Tanit d'oro: True Story di Amine Lakhnech (Tunisia)
  - Tanit d'argento: Charter di Sabry Bouzid (Tunisia)
  - Tanit di bronzo: Mthunzi di Tebogo Malebogo (Sudafrica)

### Trentunesima edizione (18-23 dicembre 2020)
- Edizione non disputata a causa della Pandemia Covid 19. I film iscritti a questa edizione sono stati aggiunti a quelli iscritti alla trentaduesima edizione.

### Trentaduesima edizione (30 ottobre - 6 novembre 2021)
- Lungometraggi
  - Tanit d'oro: Feathers di Omar El Zohairy (Egitto)
  - Tanit d'argento: L'indomptable feu du printemp di Lemohang Jeremiah Mosese (Lesotho)
  - Tanit di bronzo: Insurrection di Jilani Saadi (Tunisia)
- Cortometraggi
  - Tanit d'oro: Life on the horn di Mo Harawe (Somalia)
  - Tanit d'argento: How my grandmother became a chair di Nicolas Fattouh (Libano)
  - Tanit di bronzo: Au pays de l'oncle Salem di Slim Belhiba (Tunisia)